# La Nuit nomade
Pour plus de détails, voir Fiche technique et Distribution.
La Nuit nomade est un documentaire de Marianne Chaud sorti sur les écrans français le 4 avril 2012.

## Synopsis
Le film décrit les difficultés d'une petite communauté de bergers élevant des yaks, des chèvres et des chevaux sur les hauts plateaux de Kharnak (en), dans le sud-est du Ladakh, évoquant la douleur de la vie à 4 500 m d'altitude, pour moitié dans un hiver glacial, luttant pour préserver les animaux des loups et de la famine.

## Fiche technique
- Titre : La Nuit nomade
- Réalisation : Marianne Chaud
- Image et son : Marianne Chaud
- Assistant à la réalisation : Maximilian Essayie
- Montage : Muriel Breton
- Montage son : Nadine Muse
- Musique originale : Olivier Bernet
- Mixage : Thierry Delor
- Étalonnage : Guillaume Lips
- Orchestration : Roman Vinuesa
- Traduction : Marianne Chaud et Jekmet Thinless
- Production : Manuel Catteau
- Sociétés de production : ZED
- Pays d'origine :  France
- Langue originale : ladakhi
- Format : couleur - 1.85:1 - Dolby Digital
- Genre : documentaire
- Durée : 1h25 minutes
- Date de sortie : 4 avril 2012